# Lubsko
Lubsko (Duits: Sommerfeld) is een stad in het Poolse woiwodschap Lebus, gelegen in de powiat Żarski. De oppervlakte bedraagt 12,56 km², het inwonertal 14.832 (2005).

## Verkeer en vervoer
- Station Lubsko